# Union Pacific Challenger
«Challenger» (Челленджер, англ. Вызывающий, то есть Бросающий вызов) — полусочленённый паровоз типа 2-3-0+0-3-2 («простой Малле») (по американской классификации — 4-6-6-4). Он строился компанией ALCO (заводское обозначение паровоза — CSA, позднее сменилось на класс 4664) для Union Pacific Railroad с 1936 года по 1944 год и на момент создания был самым крупным и тяжёлым локомотивом в мире, так как при общей длине 121 фут общая масса паровоза составляла свыше миллиона фунтов (почти полтысячи тонн). Всего было выпущено 105 паровозов Challenger, успех эксплуатации которых побудил остальные дороги заказать аналогичные паровозы. В 1941 году на базе «Challenger»-а был создан более сильный и тяжёлый паровоз — класса 4000 (Big Boy) типа 2-4-0+0-4-2, который стал самым тяжёлым в мире локомотивом. Стоит отметить, что имя Challenger является официальным названием паровоза, тогда как Big Boy (с англ. — «Большой парень, Здоровяк») является лишь основным прозвищем класса 4000.

## Сохранившиеся паровозы
До настоящего времени сохранились лишь два «Челленджера» — № 3977 и 3985. Паровоз № 3977 стоит на вечной стоянке в городе Норт-Платт (North Platte, штат Небраска). В отличие от него, паровоз № 3985 всё ещё[когда?]

 эксплуатируется и [когда?]

 являлся самым большим в мире действующим паровозом до мая 2019 года, с тех пор титул самого большого в мире действующего паровоза перешёл локомотиву “Big Boy” №4014.